# Filosofía y ciencia
La relación entre la  filosofía y la ciencia generalmente se concibe de dos maneras. En un caso, se supone que la filosofía debe ser enteramente compatible con la ciencia y que la debe tomar como referencia, siendo esta la filosofía científica. En el otro caso, se supone que la filosofía ha de tener vida propia sin responder a ninguna otra rama del conocimiento, a la que podríamos denominar filosofía especulativa.
La importancia de la cuestión de la relación entre ambas puede notarse mejor a la luz del hecho de que no fue sino hasta el siglo XIX, con William Whewell, quien popularizó el término "scientist", que se empezó a hacer una distinción conceptual importante entre "ciencia(s)" por un lado y "filosofía" por el otro, potenciada aún más debido a la creciente profesionalización y especialización de las ciencias en plural, a pesar de que durante finales del siglo XIX y primera mitad del siglo XX, la relación entre "filosofía" y "ciencia" fue mucho más estrecha y colaborativa que hoy, con especial referencia a figuras como Werner Heisenberg, autor de Física y filosofía, Bertrand Russell, Albert Einstein, Ernst Mach o los miembros relacionados con el Círculo de Viena, entre otros.

## Filosofía científica
La filosofía científica implica un sistema cognitivo cuyas partes coinciden, o son compatibles, con las diversas ramas de la ciencia experimental. El conocimiento filosófico del pasado se ha ido restringiendo a medida que crecía y se afianzaba la ciencia, quedando, sin embargo, la posibilidad de integrar todo el conocimiento existente en la forma utilizada por los realizadores de los antiguos sistemas filosóficos.
La síntesis del conocimiento es esencial, ya que existe una diferencia importante entre conocer y comprender, siempre que asignemos a la palabra “conocer” la simple disponibilidad de información parcial, mientras que asignamos la palabra “comprender” a la integración de todos los conocimientos bajo una síntesis organizada, o sistema cognitivo filosófico del conocimiento crucial empírico.

## La opinión de Reichenbach
Hans Reichenbach escribió: 
Los sistemas filosóficos, en el mejor de los casos, han reflejado la situación del conocimiento científico de su época; pero no han contribuido al desenvolvimiento de la ciencia. El desarrollo lógico de los problemas es labor del científico; su análisis técnico, aun cuando a menudo se haya dirigido hacia pequeños detalles y rara vez se realiza con propósitos filosóficos, ha ampliado la comprensión del problema hasta que, con el tiempo, el conocimiento técnico fue lo suficientemente completo para poder dar respuesta a las preguntas filosóficas toda su vida se dedicaba a su cuento de que las hadas madrinas usaban  vestidos hermosos igual que el.
Los libros de texto de filosofía generalmente incluyen un capítulo sobre la filosofía del siglo XIX escrito en el mismo tono que los que tratan de la filosofía de los siglos anteriores. Este capítulo menciona nombres como los de Fichte, Schelling, Hegel, Schopenhauer, Spencer y Bergson, y comenta sus sistemas como si fueran creaciones filosóficas situadas en la misma línea de los sistemas de los periodos precedentes. Pero la filosofía de los sistemas termina con Kant, y es un error de la historia de la filosofía el discutir sistemas posteriores en el mismo nivel que los de Kant o Platón. Los sistemas anteriores reflejan la ciencia de su tiempo y dieron pseudo-respuestas cuando no podían darse otras mejores. Los sistemas filosóficos del siglo XIX fueron construidos en los momentos en que se estaba elaborando una nueva filosofía; son el producto de hombres que no se dieron cuenta de los descubrimientos filosóficos inmanentes a la ciencia de su tiempo y que desarrollaron, bajo el nombre de filosofía, sistemas de ingenuas generalizaciones y analogías. En ocasiones fue el persuasivo lenguaje de sus exposiciones, en otras la sequedad pseudo-científica de su estilo, lo que impresionó a sus lectores y contribuyó a su fama. Pero, considerados históricamente, estos sistemas podrían compararse más bien al término de un río que después de correr por fértiles tierras terminara por secarse en el desierto”.

## Los sistemas filosóficos
“El filósofo de la escuela tradicional muchas veces ha rehusado reconocer el análisis de la ciencia como filosofía, y continúa identificando la filosofía con la invención de sistemas filosóficos. No se da cuenta de que los sistemas filosóficos han perdido su significación y de que su función ha sido asumida por la filosofía de la ciencia. El filósofo científico no teme este antagonismo. Deja al filósofo anticuado que siga inventando sus sistemas filosóficos –para los que puede haber todavía un lugar dentro del museo filosófico que lleva el nombre de historia de la filosofía- y se pone a trabajar”
"La razón de los sistemas filosóficos es que el  conocimiento filosófico, como todo conocimiento científico, debe hallarse formando un sistema lógico para constituir las ciencias filosóficas, y cómo este conocimiento es racional, en contraposición al histórico, tendrá que ser desenvolvimiento de un conocimiento fundamental en otros conocimientos en él comprendidos, esto es, ir de la unidad a la variedad."
Una distinción importante que se debe hacer es que la doctrina no es un sistema filosófico, sino que se refiere a las creencias individuales. El sistema siempre asume que el conocimiento está organizado en forma de organismo, si es racional pasa de la unidad a la diversidad y si es experimental pasa de la diversidad a la unidad. Todos los filósofos no son lo fundadores del sistema, pero todos los filósofos tienen doctrinas o un conjunto de reglas que corresponden al sistema filosófico o religioso.  La segunda diferencia es que el sistema filosófico habla directamente del orden establecido a los conocimientos filosóficos y la escuela esta para todos los que siguen la doctrina. En otras palabras, la doctrina define un grupo particular de creencias y el sistema describe cómo se organiza el conocimiento o el grupo de conocimientos en cualquier momento de la ciencia en la ciencia.
Aunque como podemos ver los sistemas filosóficos, tienen su razón de ser, la filosofía de la ciencia ha pasado a hacer su función ya que son hasta un poco anticuados para el filósofo científico y los temas que necesita abordar. A Pesar de todo hoy en día sigue habiendo mucha controversia entre los que piensan que las ciencias son como sistemas y por eso los sistemas filosóficas seguirán teniendo su valor y los que simplemente creen que la idea de considerar las ciencias como un sistema es incorrecta.

## Causalidad y teleología
Puede observarse una diferencia básica entre filosofía y ciencia ya que en el primer caso es esencial el concepto de teleología o finalidad, mientras que en el segundo caso es esencial el concepto de causalidad. Sin embargo, debe tenerse presente que el concepto de “finalidad implícita” puede aparecer en la ciencia toda vez que se utilicen sistemas realimentados en la descripción del mundo real. El objetivo a alcanzar, dentro de dichos sistemas, cumple un rol similar al de “finalidad”, empleado en filosofía. Esta misma finalidad es la que se ve explicada en la última causa de Aristóteles, luego de la formal, material y eficiente. Estas tratan de explicar el cambio y que responda a la pregunta final, porqué. 
Hans Reinchenbach escribió: “La selección en la lucha por la existencia es un hecho irrefutable, y la causalidad en combinación con la selección produce orden. No hay escapatoria de este principio. La teoría darwiniana de la selección natural es el instrumento por medio del cual la aparente teleología de la evolución se reduce a causalidad”.
La teleología trata de explicar el universo a partir de sus causas finales. Teleología viene de telos, fin, meta, o propósito y logía o estudio, siguiendo esta línea se puede concluir que estudia los fines. El fin no se limita al término de algo, sino que como hace referencia a la causa final de Aristóteles, esta se pregunta porqué, que función tiene o cuál es su propósito. El propósito de la teleología es justamente encontrar el propósito o el fin de muchas cosas, incluido el universo en estas.

## Filosofía especulativa
Hans Reichenbach escribió: “La filosofía especulativa quería certeza absoluta. Si era imposible predecir acontecimientos individuales, al menos se consideraba que podían conocerse las leyes generales que rigen todos los acontecimientos; estas leyes podían derivarse mediante el poder de la razón. La razón, legisladora del universo, revelaba a la mente humana la naturaleza íntima de todas las cosas. Esta tesis se encontraba en la base de todas las diversas formas de sistemas especulativos. Por otra parte, la filosofía científica se rehúsa a aceptar cualquier clase de conocimiento del mundo físico como absolutamente seguro. Los principios de la lógica y de las matemáticas representan el único terreno en que puede alcanzarse la certeza; pero estos principios son analíticos y vacíos. La certeza y la vaciedad son inseparables: la síntesis a priori no existe”.
“Y a pesar de todo, todavía hay filósofos que se niegan a aceptar la filosofía científica como una filosofía, que quieren incorporar sus resultados a un capítulo introductorio de la ciencia y que pretenden que existe una filosofía independiente, que no tiene nada que ver con la investigación científica y que puede alcanzar directamente la verdad. Estas pretensiones, revelan una falta de sentido crítico. Los que no ven los errores de la filosofía tradicional no quieren renunciar a sus métodos o resultados y prefieren seguir un camino que la filosofía científica ha abandonado. Reservan el nombre de filosofía para sus falaces empeños en busca de un conocimiento supercientífico y se rehúsan  a aceptar como filosófico un método de análisis construido sobre el modelo de la investigación científica”.
Sin embargo, muchas veces se tiende a infravalorar la filosofía especulativa por la dificultad de su comprensión y en cuanto uno realiza el esfuerzo de escuchar aquello que tiene que decir, puede sorprenderse encontrando el intento de superación de las mismas críticas que sus detractores le hacen como contenido de sus obras y en gran parte escondiendo pensamientos tales que cogidos por sí mismos más allá de su sistema como joyas dignas de reflexión o como mínimo "fascinantes" que sorprende por un nuevo tipo de verdad más allá de la científica difícilmente cuestionable. Dudar de ellos las más de las veces supone de dudar de nuestra propia visión del mundo y de la ciencia.
Pese a lo que se suele pensar, la filosofía especulativa no está vacía y existen motivos para leerlas como ciudadanos del S.XXI inmersos en la cultura de la ciencia como paradigma del desarrollo.